# Imre Pázsit
Imre Pázsit, född 14 februari 1948 i Ungern, är en svensk reaktorfysiker och professor. 

## Biografi
Pázsit kom som forskare till Sverige 1983. Sedan 1991 är han professor i nukleär teknik med inriktning mot reaktorfysik vid Institutionen för fysik, avdelningen Subatomär, högenergi- och plasmafysik på Chalmers tekniska högskola. Han är även adjungerad professor vid University of Michigan. Han invaldes 2006 som Fellow i American Nuclear Society (ANS), blev ledamot av Kungliga Vetenskaps- och Vitterhetssamhället i Göteborg 2004 och av Ingenjörsvetenskapsakademien 2008.
Pázsit är författare eller medförfattare till mer än 200 vetenskapliga artiklar bland annat inom områden som reaktordynamik, signalanalys av neutronbrus och transportteori för neutroner. Hans publicering har 2024 enligt Google Scholar drygt 4 000 citeringar och ett h-index på 31.
Tillsammans med Lénárd Pál är han författare till boken "Neutron Fluctuations - a Treatise on the Physics of Branching processes", Elsevier (2008). Tillsammans med Prof. Nhu-Tarnawska Hoa Kim-Ngan är han författare till den populärvetenskapliga boken "Upptäckten av kärnklyvning - kvinnliga fysiker i backspegeln". Boken publicerades på engelska 2007 med en andra utgåva 2008; en japansk version publicerades 2018, följd av en svensk utgåva samma år. Sedan 2013 var han Executive Editor för den vetenskapliga tidskriften Annals of Nuclear Energy, och sedan 1 juli 2019 är han Honorary Editor.
I november 2016 belönades Imre Pázsit av japanska regeringen med Uppgående Solens Orden av 3:e klassen, Gyllene strålar med halsband, för sitt mångåriga samarbete med japanska forskare. Priset  överlämnades vid en ceremoni på Japanska ambassaden den 17 mars 2017.
Vid sitt årsmöte den 8-9 december 2016 belönade det Ungerska Kärntekniska Sällskapet (Hungarian Nuclear Society) Imre Pázsit med Leó Szilárd Medaljen. Medaljen delas ut till prominenta ungerska vetenskapsmän som verkar utomlands.

## Utmärkelser
- 2021 – Eugene P. Wigner Reactor Physicist Award from ANS (American Nuclear Society).[9]